# Palmeira (Braga)
Palmeira is een plaats (freguesia) in de Portugese gemeente Braga en telt 4 594 inwoners (2001).